# Cheilochromis euchilus
Cheilochromis euchilus es una especie de peces de la familia Cichlidae en el orden Perciformes.

## Morfología
Los machos pueden llegar alcanzar los 35 cm de longitud total.

## Alimentación
Come insectos.

## Hábitat
Es una especie de clima tropical entre 24 y 26 °C de temperatura.

## Distribución geográfica
Se encuentran en África: es una especie endémica del lago Malawi.